# Остров (Петриковский район)
Остров (бел. Востраў) — деревня в Муляровском сельсовете Петриковского района Гомельской области Беларуси.

## География

### Расположение
В 20 км на северо-восток от Петрикова, 7 км от железнодорожной станции Муляровка (на линии Лунинец — Калинковичи), 182 км от Гомеля.

### Гидрография
На южной и восточной окраинах мелиоративные каналы.

## Транспортная сеть
Транспортные связи по просёлочной, затем автомобильной дороге Лунинец — Гомель. Планировка состоит из 2 прямолинейных улиц близкой к меридиональной ориентации, соединённых 2 переулками. Застройка преимущественно односторонняя, деревянная, усадебного типа.

## История
Основана в начале XX века переселенцами из соседних деревень. В 1917 году в Грабовской волости Мозырского уезда Минской губернии. В 1931 году организован колхоз. Во время Великой Отечественной войны 4 жителя погибли на фронте. Согласно переписи 1959 года в составе колхоза «Большевик» (центр — деревня Куритичи).

## Население

### Численность
- 2004 год — 31 хозяйство, 40 жителей.

### Динамика
- 1917 год — 18 жителей.
- 1959 год — 365 жителей (согласно переписи).
- 2004 год — 31 хозяйство, 40 жителей.